# Zbigniew Żukowski
Zbigniew Żukowski (ur. 9 kwietnia 1965 w Leśnej) – polski siatkarz, czterokrotny mistrz Polski w siatkówce plażowej, w tym złoty medalista pierwszych w historii mistrzostw Polski (1994 - razem ze Januszem Bułkowskim), mistrz Polski w siatkówce halowej (1996). Jedyny w historii polskiej siatkówki zdobywca tytułu mistrza Polski w siatkówce halowej i plażowej w jednym roku (1996).

## Kariera sportowa
Karierę rozpoczął w Burzy Wrocław, w ekstraklasie debiutował w barwach Górnika Kazimierz w sezonie 1989/1990, następnie był zawodnikiem Stali Nysa, z którą wywalczył brązowy medal mistrzostw Polski w 1992 oraz wicemistrzostwo Polski w 1994 i 1995. W 1995 przeszedł do drużyny Kazimierz Płomień Sosnowiec, w 1996 zdobył z nią mistrzostwo Polski. Był też zawodnikiem Górnika Radlin i Stolarki Wołomin (w sezonie 2000/2001 w ekstraklasie) i AZS Opole.
Największe sukcesy odnosił w siatkówce plażowej. Czterokrotnie zdobywał mistrzostwo Polski (1994, 1995 i 1996 - razem ze Januszem Bułkowskim, 2004 - razem z Danielem Plińskim). Pięciokrotnie był wicemistrzem Polski (1998, 1999, 2001, 2002, 2003 - w 1999 z Markiem Antoniukiem, w pozostałych startach z Dariuszem Luksem) W 1997 i 2000 zdobył brązowy medal mistrzostw Polski (1997 - z J. Bułkowskim, 2000 - z D. Luksem). W 1994 wystąpił razem z J. Bułkowskim na mistrzostwach Europy, zajmując 10. miejsce.